# Andrew Breitbart
Pour les articles homonymes, voir Breitbart.
Andrew Breitbart, né le 1er février 1969 à Los Angeles où il meurt le 1er mars 2012, est un entrepreneur, militant conservateur, journaliste, auteur, et personnalité de la télévision,, sur différents programmes d'actualités. Il est commentateur pour le Washington Times, et rédacteur pour le Drudge Report. Ami proche d'Arianna Huffington, il contribue à la création de la première version du Huffington Post.

## Biographie
Après avoir participé au développement du Huffington Post et du Drudge Report, Breitbart crée son propre site web, Breitbart.com, un site d'actualité et d'opinion conservateur. Il joue un rôle essentiel, entre autres, dans le scandale autour d'Anthony Weiner. Des commentateurs politiques — de son propre bord — tels que Nick Gillespie et Conor Friedersdorf attribuent à Breitbart le mérite d'avoir fait évoluer le journalisme politique aux États-Unis,.
Le 27 novembre 2016, un internaute redécouvre le tweet d'Andrew Breitbart datant de 2011, où il s'interroge déjà sur les liens entre John Podesta et des réseaux pédophiles : « Je ne comprends pas comment Podesta n'est pas vu comme étant un défenseur de premier ordre qui couvre une opération d'esclave sexuels mineurs »,.